# 慶州大学校
新慶州大学校（シンキョンジュだいがっこう、英称: SinGyeongju University）は、慶尚北道慶州市孝峴洞山42-1に本部を置く大韓民国の私立大学である。1988年に設置された。大学の略称はSGU。

## 歴史
慶州大学校は1988年、金一潤の運営する烜石学院が設立した韓国観光大学が始まり。初代学長には張盛煥が就任する。1992年、韓国観光大学から韓国観光大学校に昇格し、1993年、慶州大学校に改名される。
前身が韓国観光大学であり、観光学に関する多彩な学科が設置されている。また、観光特性化優秀大学に最優秀を含め4度選定されている。
2001年以降も、地方大学育成事業財政支援大学や地方大学革新力量強化事業（NURI事業）に選定されるなど、地方大学の一拠点として国から積極的な支援を受けている。
2023年4月に慶州大学校と徐羅伐大学校の統廃合を承認する。以後8月に新しい学校名で新慶州大学校を最終承認する。

## 組織

### 学部
- 人文社会系列
  - 観光大学
    - 観光経営学科　観光・レジャー開発学科　ホテル経営学科　外食・調理学科　観光情報学科　国土・都市開発学科　コンベンション・イベント学科　ホテル・調理学科(夜)

  - 国際観光英語学科　観光外国語学部　警察行政学部　文化財学部　韓国語文学部　経営学部　放送言論観光学部　社会福祉行政学科(主/夜)　広告広報メディア学科　老人福祉学科
- 自然系列
  - 造景学科　韓薬剤開発学科　軍情報士官学科　環境エネルギー学科
- 工学系列
  - 建築学部　鉄道建設環境工学科　コンピュータマルチメディア工学部　電気エネルギー電子工学科
- 芸・体能系列
  - 写真映像メディア学科　視覚デザイン学科
  - スポーツ科学大学
    - 生活体育学科　テコンドー学部
- 師範系列
  - 特殊体育教育学科
- 保健系列
  - 看護学科

### 大学院
- 一般大学院
  - 修士課程
    - 人文社会
      - 観光学科　文化財学科

    - 工学
      - コンピュータ電子工学科　都市工学科　土木工学科　建築工学科

  - 博士課程
    - 人文社会
      - 観光学科　文化財学科
- 産業大学院

経営学科　ホテル会食経営学科　言論観光学科　観光造景学科　映像芸術デザイン学科
- 教育大学院

教育行政専攻　英語教育専攻　体育教育専攻

## 学術/教育交流協定

### 海外
日本
- 日本文理大学
- 佐賀女子短期大学
- 明海大学
- 札幌国際大学
- 京都橘大学
- 辻調理師専門学校

中国
- 北京第二外国語大学
- 西北大学
- 河南大学
- 南京理工大学
- 首都師範大学
- 西北師範大学
- 浙江工業大学

台湾
- 国立東華大学

アメリカ
- Bemidji State University
- カリフォルニア州立大学
- 中央ミシガン大学
- Indiana University, School of Fine Arts

オーストラリア
- セントラルクイーンズランド大学
- ウーロンゴン大学

ロシア
- Khabarovsk Medical Institute
- Khabarovsk State University  of Technology
- Far Eastern State Transport University

フィリピン
- 聖トマス大学

マレーシア
- Universiti Sains Malaysia

ラオス
- Luang Prabang Teachers Training College
- Pakse Teachers Training College
- Bankeuan Teachers Training College

タイ
- Rajabhat Institute Phranakhon Si Ayutthaya
- Rangsit University

モンゴル
- Mongolian State Pedagogical University

トルコ
- Hacettepe University